# زیردریایی یو-۹۷۸
زیردریایی یو-۹۷۸ (به انگلیسی: German submarine U-978) یک زیردریایی بود که طول آن ۶۷٫۱ متر (۲۲۰ فوت ۲ اینچ) بود. این زیردریایی در سال ۱۹۴۳ ساخته شد.